# Дује Драгања
Дује Драгања (Сплит, 27. фебруар 1983) је хрватски пливач. Вишеструки државни рекордер у слободном, лептир и мешовитом стилу и бивши светски рекордер у малим базенима на 50 m слободно. Његов претходни успех је освајање сребрне медаље на 50 метара слободно на Олимпијским играма у Атини 2004. године.

## Каријера
Био је капитен јуниорске пливачке репрезентације Хрватске. Освојио је седам златних медаља на Европском јуниорском првенству, а држи два јуниорска светска рекорда и четири јуниорска европска рекорда, као и бројне хрватске рекорде. Студирао је на Калифорнијском универзитету у Берклију. У финалу НЦАА у Њујорку испливао је 100 метара слободно у базену од 25 метара за 46,64, оборио десет година стар европски рекорд Александра Попова.
На Олимпијским играма у Атини 2004. пливао је у финалима на 50 и 100 метара слободно и 100 метара лептир. У све три дисциплине оборио је хрватски рекорд, а на 50 метара слободно освојио је олимпијско сребро седмим резултатом свих времена (21,94). Добитник је Државне спортске награде „Фрањо Бучар“ 2004. године. У августу 2005. Драгања је био у недоумици да ли да узме катарско држављанство или не, али је у фебруару 2006. одлучио да се такмичи за Хрватску.
У августу 2006. освојио је сребрну медаљу у дисциплини 50 м делфин на 28. Европском првенству у пливању у Будимпешти. Драгања је деоницу препливаo за 23,62 секунде, што је нови хрватски рекорд. Дује Драгања је 11. априла 2008. године на Светском првенству у пливању у малим базенима (25 м) у Великој Британији освојио златну медаљу у трци на 50 м слободно (краул), и поставио нови светски рекорд препливавши 50 метара у 20. секунди и 81 стотинку, поставши један од тројице пливачких великана који су успели да испливају ту дисциплину за мање од 21 секунде (некадашње најбоље светско време од 20 секунди и 93 стотинке постигао је Швеђанин Стефан Нистранд). Тиме је оборио свој стари лични и светски рекорд из Шангаја пре две године. На Европском првенству 2009. у Истанбулу, 10. децембра, Дује Драгања је освојио сребрну медаљу у дисциплини 50 м слободно, а 13. децембра златну медаљу на 100 м мешовито и сребрну медаљу у штафети 4x50 м слободно.
Драгања је своју професионалну каријеру започео у сплитском клубу Јадран, а касније је пливао за клубове у САД и Италији. Његов највећи успех остварен је на Светском првенству у Монтреалу 2005. године, када је освојио сребрну медаљу.
Такође, Драгања је био и олимпијски такмичар, те је представљао Хрватску три пута на Олимпијским играма (Атина 2004, Пекинг 2008 и Лондон 2012). Најбољи резултат остварио је у Атини где је освојио сребрну медаљу у дисциплини 50 метара слободно.
Уз то, Драгања је био и свјетски рекордер у дисциплини 50 метара слободно, који је држао од 2007. до 2009. године. Након завршетка своје пливачке каријере, Драгања је радио као пливачки тренер.